# والنهورشت
والنهورشت (به آلمانی: Wallenhorst) یک منطقهٔ مسکونی در آلمان است که در اوسنابروک واقع شده‌است. والنهورشت ۲۴٬۳۲۶ نفر جمعیت دارد.

## خواهرخوانده
شهرهای پریورنو و Stawiguda خواهرخوانده‌های والنهورشت هستند.